# Lactarius cilicioides
Lactarius cilicioides — вид базидіомікотових грибів роду хрящ-молочник (Lactarius) родини сироїжкові (Russulaceae). Поширений в Європі. Росте у вологих лісах і біля струмків. Коли плодове тіло зрізають або ламають, виділяє біле їдке молочко.